# Martin Korte
Martin Korte (* 25. August 1964 in Rheine) ist ein deutscher Biologe. Seine Forschungsschwerpunkte sind zelluläre Grundlagen von Lernen und Gedächtnis, Neurotrophine und ihre Rezeptoren, Synapsen und Plastizität im Hippocampus.

## Leben
Korte begann 1985 sein Studium der Biologie in Münster und Tübingen. Für seine Diplomarbeit über „Intermodale kompensatorische Plastizität bei frühblinden Katzen“ forschte Korte 1990/1991 an den National Institutes of Health (NIH) in Bethesda (Maryland).
Nach Abschluss der Diplomarbeit blieb Korte 1992 als Research Assistant an den National Institutes of Health und begann im selben Jahr am Max-Planck-Institut für Hirnforschung in Frankfurt unter Betreuung von Wolf Singer und Tobias Bonhoeffer seine Doktorarbeit zum Thema „Retrograde Signalsysteme bei der Langzeitpotenzierung an Synapsen“.
1993 wechselte Korte mit Bonhoeffer an das damalige Max-Planck-Institut für Psychiatrie in Martinsried (jetzt: Max-Planck-Institut für Neurobiologie) und wurde 1995 promoviert. Nach einer Tätigkeit als Postdoc am MPI für Psychiatrie arbeitete Korte ab 1996 bei der pharmazeutischen Firma Janssen-Cilag, bis er 1998 als Leiter eine Arbeitsgruppe am Max-Planck-Institut für Neurobiologie in Martinsried übernahm. 2001 habilitierte er sich an der LMU München und folgte 2004 dem Ruf auf eine Professur an der TU Braunschweig, wo er heute das Zoologische Institut leitet. Von 2010 bis 2012 war Korte Vizepräsident für strategische Entwicklung und wissenschaftlichen Nachwuchs der TU Braunschweig.
Außerhalb der akademischen Welt wurde er durch Fernsehauftritte bekannt.

## Auszeichnungen und Preise
- 1984 Josef-Winckler-Preis der Stadt Rheine für herausragende schulische Leistungen
- 1985–1991 Stipendiat der Studienstiftung des deutschen Volkes
- 1996 Karl Heinz Beckurts-Preis für besonderes Engagement in Lehre, Didaktik und in der Anregung von Schülern und Schülerinnen zu eigenen wissenschaftlichen Arbeiten
- 2000 Gründungsmitglied der Jungen Akademie (Berlin-Brandenburgische Akademie der Wissenschaften und Deutsche Akademie der Naturforscher Leopoldina zu Halle)
- 2002 Heisenberg-Stipendium der Deutschen Forschungsgemeinschaft (DFG)
- 2013 Mitglied der Berlin-Brandenburgischen Akademie der Wissenschaften[3]

## Veröffentlichungen (Auswahl)
- Wie Kinder heute lernen. Was die Wissenschaft über das kindliche Gehirn weiß. 2. Auflage, Goldmann, München 2011, ISBN 978-3-442-15652-8.
- Jung im Kopf. Erstaunliche Einsichten der Gehirnforschung in das Älterwerden. Deutsche Verlags-Anstalt, München 2012, ISBN 978-3-421-04434-1.
- Wir sind Gedächtnis. Wie unsere Erinnerungen bestimmen, wer wir sind. Deutsche Verlags-Anstalt, München 2017, ISBN 978-3-421-04435-8.
- Frisch im Kopf. Wie wir uns aus der digitalen Reizüberflutung befreien. Deutsche Verlags-Anstalt, München 2023, ISBN 978-3-641-28482-4.
- (mit Gaby Miketta): Gute Idee! In sieben Schritten kreativ denken lernen. Deutsche Verlags-Anstalt, München 2024, ISBN 978-3-421-07017-3.